# D-Bus
D-Bus је систем отвореног и слободног кода међупроцесне комуникације који омогућава истовремено покретање више програма (процеса) да комуницирају једни са другима. Углавном се користи за компоненте десктоп (стоних) имплементација као што су GNOME, KDE SC и Xfce.
Под јаким утицајем система DCOP коришћен у верзијама KDE 2 и 3, D-Bus је заменио DCOP у верзији KDE 4. D-Bus подржава већину POSIX оперативних система, а постој и излаз за Windows. У пројекту GNOME је постепено заменио већину делова ранијег механизма Bonobo.
D-Bus се развија као део пројекта freedesktop.org.